# Ida Vitale
Ida Vitale (Montevideo, 2 de noviembre de 1923) es una poeta, traductora, ensayista, profesora y crítica literaria uruguaya miembro del movimiento artístico denominado "Generación del 45" y representante de la poesía "esencialista". Inscrita en la tradición de la vanguardia histórica americana, su poesía indaga en la alquimia del lenguaje y establece un encuentro entre una exacerbada percepción sensorial de raíz simbolista, siempre atenta al mundo natural, y la cristalización conceptual en su perfil más preciso. Ha recibido diversos premios, entre ellos Premio Octavio Paz (2009) el Premio Alfonso Reyes (2014) el Premio Reina Sofía (2015), el Premio Internacional de Poesía Federico García Lorca (2016), el Premio Max Jacob (2017) y el Premio Cervantes (2018) que valora "su lenguaje, uno de los más reconocidos en español".

## Biografía
Creció en una familia culta y cosmopolita , de origen italiano por parte paterna. En su infancia —recuerda a los 99 años— a su casa llegaban todos los días cuatro diarios que contenían sus respectivas páginas culturales, en las que era "normal" que se incluyeran poemas. Asimismo, en su casa había libros en italiano y francés, y más tarde aprendió italiano en la escuela.
Estudió Humanidades en Uruguay y ejerció la profesión docente. Colaboró en el semanario Marcha; entre 1962 y 1964 dirigió la página literaria del diario uruguayo Época. Fue codirectora de la revista Clinamen e integró la dirección de la revista Maldoror.
Con la dictadura cívico-militar de Uruguay Vitale se exilió a México en 1974 y, tras conocer a Octavio Paz, este la introdujo en el comité asesor de la revista Vuelta. Además participó en la fundación del periódico Uno Más Uno y continuó dedicada a la enseñanza, impartiendo un seminario en El Colegio de México. Amplió su obra cultivando el ensayo y la crítica literaria (que ejerció en El País, Marcha, Época, Jaque y, entre otras, en las revistas Clinamen, Asir, Maldoror, Crisis de Buenos Aires, Eco de Bogotá; "Poesía y Poética", Vuelta y Unomásuno, de México; El pez y la serpiente de Nicaragua...). Tradujo libros para el Fondo de Cultura Económica; impartió conferencias y lecturas, participó en jurados y colaboró en numerosos diarios. 
Regresó a Uruguay en 1984  donde dirigió la página cultural del semanario Jaque.  "Dejamos México (con Fierro) cuando acá volvía la democracia y creíamos que era nuestra obligación volver", afirmó Vitale, quien permaneció solo un par de años en Uruguay y luego volvió a emigrar, aunque esta vez a Estados Unidos.
En 1989 se instaló en Austin (Texas) junto a su segundo marido, el también poeta Enrique Fierro, viajando esporádicamente a Montevideo. Fue nombrada doctora honoris causa por la Universidad de la República en 2010. En Texas permaneció 30 años hasta que en 2016 enviudó y decidió regresar a Montevideo donde reside en la actualidad.
En 2018 recibió el Premio Cervantes, cuyo acto de entrega tuvo lugar el 23 de abril de 2019 en la Universidad de Alcalá. En 2019 publicó sus memorias Shakespeare Palace. Mosaicos de mi vida en México.
Fue declarada Ciudadana Ilustre de Montevideo al cierre de la 42ª edición de la Feria Internacional del Libro, el 13 de octubre de 2019.
En octubre de 2023 presentó en Madrid Donde vuela el camaleón, un libro de cuentos, fábulas y alegorías ya publicado en 1996 pero inédito en España.

## Obra literaria

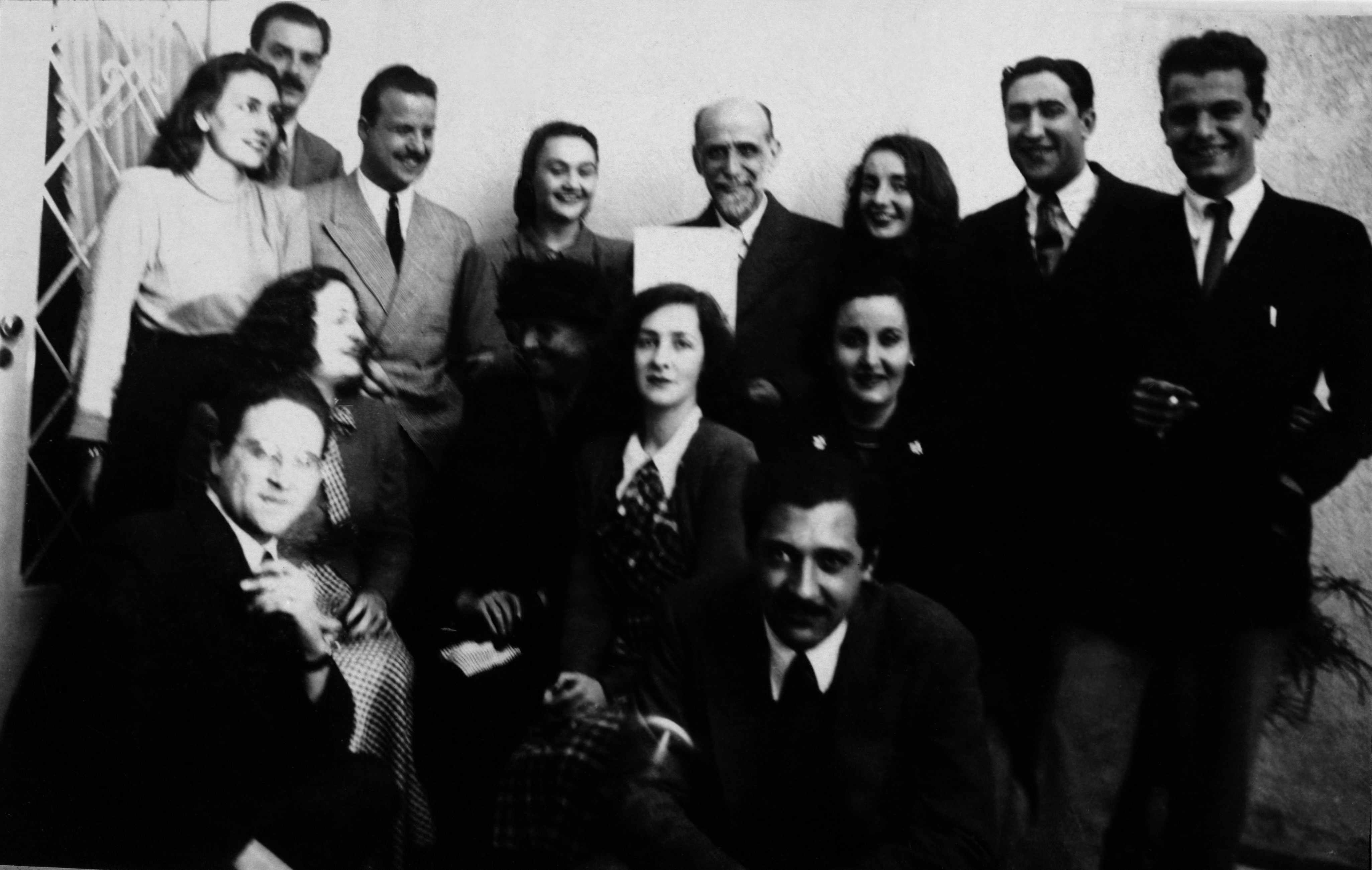
La Generación del 45 en ocasión de la visita de Juan Ramón Jiménez. De izquierda a derecha, de pie: María Zulema Silva Vila, Manuel Arturo Claps, Carlos Maggi, María Inés Silva Vila, Juan Ramón Jiménez, Idea Vilariño, Emir Rodríguez Monegal, Ángel Rama. Sentados: José Pedro Díaz, Amanda Berenguer, Zenobia Camprubí, Ida Vitale, Elda Lago, Manuel Flores Mora.

Vitale se inscribe en la tradición de las vanguardias históricas latinoamericanas, su poesía indaga en la alquimia del lenguaje y establece un encuentro entre una exacerbada percepción sensorial de raíz simbolista, siempre atenta al mundo natural, y la cristalización conceptual en su perfil más preciso. Ella misma ha afirmado sobre la naturaleza de la búsqueda del poeta: “Las palabras son nómadas; la mala poesía las vuelve sedentarias”. Es representante de la poesía esencialista. Su obra está caracterizada por poemas cortos,  una búsqueda del sentido de las palabras y un carácter metaliterario. Está considerada integrante de la Generación del 45, con otros escritores uruguayos como Juan Carlos Onetti, Carlos Maggi o Idea Vilariño, según definición del crítico literario Emir Rodríguez Monegal.
Como lectora prefiere obras históricas pero su descubrimiento de dos poetas uruguayas de entresiglos, Delmira Agustini y, en especial, un espíritu afín, María Eugenia Vaz Ferreira, así como de Gabriela Mistral la motivó a escribir poesía lírica. Sus dos grandes referentes fueron José Bergamín, su profesor en Montevideo, y Juan Ramón Jiménez, a quien conoció en persona.
Ha traducido del francés y del italiano a autores como Simone de Beauvoir, Benjamin Péret, Gaston Bachelard, Jacques Lafaye, Jules Supervielle, Jean Lacouture Mario Praz y Luigi Pirandello.

## Premios
- 2009, IX Premio Internacional Octavio Paz de Poesía y Ensayo (compartido con Ramón Xirau).[9]
- 2014, Premio Internacional Alfonso Reyes.[10]
- 2015, XXIV Premio Reina Sofía de Poesía Iberoamericana.[11]
- 2016, Premio Internacional de Poesía Federico García Lorca.[12]
- 2017, Premio Bartolomé Hidalgo
- 2017, Premio Max Jacob.[13]
- 2018, La Feria Internacional del Libro de Guadalajara, le otorga el  Premio FIL de la Literatura en Lenguas Romances.[14][15]
- 2018, Premio Cervantes.[16][17][18]
- 2019, Premio Alas.
- 2019, 100 Mujeres de la BBC
- 2019, Medalla Delmira Agustini
- 2023, Medalla Europea de Arte y Poesía Homero.[19]

## Obra

### Poesía
- 1949, La luz de esta memoria (Montevideo)
- 1953, Palabra dada (Montevideo)
- 1960, Cada uno en su noche (Montevideo)
- 1963, Paso a paso (Montevideo)
- 1972, Oidor andante (Montevideo)
- 1976, Fieles, (México, antología)
- 1980, Jardín de sílice (Caracas)
- 1982, Elegías en otoño (México)
- 1984, Entresaca (México)
- 1988, Sueños de la constancia (México, FCE, reúne cinco libros anteriores y el nuevo que le da título).
- 1988, Procura de lo imposible.
- 1992, Serie del sinsonte, (Montevideo)
- 1994,  Paz por dos (con Enrique Fierro)
- 1996, Jardines imaginarios
- 1998, De varia empresa (Caracas)
- 1999, Un invierno equivocado (México)
- 1999, La luz de esta memoria (Montevideo: La Galatea)
- 2002, Reducción del infinito, (Antología y nuevos poemas, Barcelona: Tusquets)
- 2005, Trema (Valencia: Editorial Pre-Textos)
- 2007, Con Sarah Pollack, Reason enough (Austin), antología traducida al inglés.
- 2010, Mella y criba (Valencia: Editorial Pre-Textos).
- 2016, Sobrevida (Antología, Granada: Esdrújula Ediciones).
- 2016, Mínimas de aguanieve (Taller Ditoria, México)
- 2017, Poesía reunida. Compilación y edición de Aurelio Major. Barcelona: Tusquets. ISBN 978-84-9066-417-9.
- 2021, Tiempo sin claves (Tusquets, Barcelona)

### Prosa, Crítica y Ensayo
- 1937, Arte simple
- 1940, El ejemplo de Antonio Machado
- 1947, Cervantes en nuestro tiempo
- 1959, La poesía de Basso Maglio
- 1963, Manuel Bandeira, Cecilia Meireles y Carlos Drummond de Andrade. Tres edades en la poesía brasileña actual
- 1963, La poesía de Jorge de Lima
- 1965, La poesía de Cecilia Meireles (1965).
- 1968, Juana de Ibarbourou. Vida y obra Capítulo Oriental núm. 20, Montevideo, CEDAL.
- 1974, José Santos González Vera o El humor serenísimo, San Juan de Puerto Rico.
- 1984, Enrique Casaravilla Lemos, México, Universidad Autónoma de México.
- 1994, Léxico de afinidades (Vuelta; Cobre, 2006; Fondo de Cultura Económica).
- 1996, Donde vuela el camaleón
- 2003, De plantas y animales: acercamientos literarios (Paidós)
- 2004, El abc de Byobu, (Taller Ditoria, México)
- 2019, Resurrecciones y rescates (Fondo de Cultura Económica, España)

### Estudios sobre su obra
- 2015, Bruña Bragado, María José (edición, estudio crítico y selección). Todo de pronto es nada. Salamanca: Ediciones Universidad de Salamanca (XXIV Premio Reina Sofía de Poesía Iberoamericana).
- 2017, Bruña Bragado, María José (coord. y ed.). Vértigo y desvelo: dimensiones de la creación de Ida Vitale. Salamanca: Ediciones Universidad de Salamanca.
- 2021, Bruña Bragado, María José (coord.) La escritura como morada. Sevilla: Ediciones Universidad de Sevilla.